# Eye Q Records

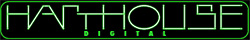
Het logo van sublabel Harthouse

Eye Q Records was een Duits platenlabel uit Frankfurt am Main dat gespecialiseerd was in trance, hardtrance en ambient house. Het label bestond tussen 1991 en 1998 en werd vooral bekend door boegbeeld Sven Väth. Het label speelde een voorname rol in de doorbraak van trance als populaire muziekstijl. Eye Q had ook enkele sublabels waarvan Harthouse en Recycle Or Die de bekendste zijn. 

## Geschiedenis
De mensen rondom Eye Q Records zijn aan het einde van de jaren tachtig betrokken bij synthpopgroep Organisation for Fun (OFF). Sven Väth en Matthias Hoffmann zijn als zanger en producer bij het project betrokken. Samen met manager Heinz Roth richten ze in 1991 Eye Q Records op. Daarbij worden ook producers Ralf Hildenbeutel en Steffen Britzke betrokken. Väth, Hoffmann, Hildenbeutel en Britzke vormen het productieteam van het label en brengen onder diverse namen platen uit waaronder Cygnus X., Astral Pilot, Odyssee of Noises en Barbarella. Ook ondernemen ze muzikale experimenten. Zo zoeken ze de brug met soul met zanger Vernon Jerome Price, waarvan het album Without Resolution: No Peace (1992) verschijnt. Hetzelfde soort experiment doen ze met hiphop dat leidt tot het album Zyon, van het gelijknamige project. Andere namen die muziek op het label uitbrengen zijn Hardfloor, Resistance D., Alter Ego en Pete Namlook. In 1992 worden ook de sublabels Harthouse en Recycle Or Die opgericht, waarop respectievelijk hardtrance en ambient house worden uitgebracht. In het Verenigd Koninkrijk sluiten ze een deal met Rising High van Caspar Pound, die er de Harthouse-releases mag uitbrengen.In 1993 gaat het label een samenwerking aan met de Warner Music Group om in de Verenigde Staten een voet aan de grond te krijgen. Hier worden de albums Accident in Paradise (1993) en The Harlequin, the Robot, and the Ballet Dancer (1994) uitgebracht. Al  valt het succes daarvan tegen. In 1997 lijkt de succesformule te zijn uitgewerkt. Het label weet zich niet meer aan de heersende trends aan te passen. Inkomsten vallen weg en artiesten worden in 1997 zelfs niet meer uitbetaald. Väth trekt zich terug uit het label en verlegt zijn werkterrein naar Berlijn waar hij Cocoon Recordings in het leven roept. In 1998 worden Eye Q Records en zijn sublabels failliet verklaard. Harthouse wordt in 1998 opgekocht door UCMG Germany.

## Artiesten die werk uitbrachten op Eye Q Records
- Sven Väth
- Ralf Hildenbeutel
- Matthias Hoffmann
- B-Zet
- Hardfloor
- Resistance D.
- Pete Namlook
- Harald Blüchel
- Pascal F.E.O.S.
- Oliver Lieb
- Cari Lekebusch
- Der Dritte Raum
- Alter Ego

## Bekende platen van Eye Q Records
- Barbarella - My name is Barbarella (1992)
- Zyon - No Fate (1992)
- Vernon - Vernon's Wonderland (1992)
- Pulsation - Pulsation (1992)
- Hardfloor - Hardtrance Acperience EP (1992)
- Sven Väth - L'Esperanza (1993)
- Energy 52 - Café del mar (1993)
- Cygnus X - Superstring (1993)
- Odyssee Of Noises - Firedance (1994)
- Virtual Symmetry - The V.S. (1994)
- Cygnus X - The Orange Theme (1994)
- Earth Nation - Transfiguration (1995)
- B-Zet ft. Darlesia - Everlasting Pictures (1995)
- Skylab - The Trip (1996)